# Zehnerligavoetbalkampioenschap 1909/10
In 1909/10 werd het eerste Zehnerligavoetbalkampioenschap gespeeld, dat georganiseerd werd door de West-Duitse voetbalbond. De competitie bevatte de tien beste clubs van de competities van Zuidrijn, Noordrijn en Ruhr. Deze competities bleven ook nog apart bestaan. 
Duisburger SpV werd kampioen en plaatste zich voor de West-Duitse eindronde. De club versloeg BV 05 Osnabrück, BV Solingen 98 en in de finale Casseler FV 95. Hierdoor plaatste de club zich voor de eindronde om de landstitel en verloor daar in de eerste ronde van de latere landskampioen Karlsruher FV.
Düsseldorfer SV 04 degradeerde uit de Zehnerliga, maar niet naar de tweede klasse maar keerde terug naar de competitie van Noordrijn.

## Verbandsliga
| Plaats | Club                     | Wed. | W  | G | V  | Saldo | Ptn.  |
| ------ | ------------------------ | ---- | -- | - | -- | ----- | ----- |
| 1.     | Duisburger SpV           | 18   | 16 | 2 | 0  | 74:20 | 34:2  |
| 2.     | FC 1894 München-Gladbach | 18   | 10 | 3 | 5  | 38:19 | 23:13 |
| 3.     | Cölner BC 01             | 18   | 8  | 5 | 5  | 44:43 | 21:15 |
| 4.     | Cölner FC 1899           | 18   | 8  | 2 | 8  | 42:33 | 18:18 |
| 5.     | FC Alemannia Aachen      | 18   | 5  | 6 | 7  | 43:48 | 16:20 |
| 6.     | Bonner FV 01             | 18   | 7  | 1 | 10 | 47:49 | 15:21 |
| 7.     | Düsseldorfer FC 1899     | 18   | 7  | 1 | 10 | 29:50 | 15:21 |
| 8.     | SC Preußen Duisburg      | 18   | 5  | 4 | 9  | 46:55 | 14:22 |
| 9.     | Essener TB 1900          | 18   | 5  | 4 | 9  | 36:47 | 14:22 |
| 10.    | Düsseldorfer SV 04       | 18   | 4  | 2 | 12 | 19:54 | 10:26 |

|  | Kampioen                               |
|  | Degradatie naar Noordrijn-Berg 1910/11 |